# Гладилин, Алексей Викторович
Алексей Викторович Гладилин (р. 22.12.1972)  — специалист в области морского приборостроения, Генеральный директор-научный руководитель АО «Акустический институт имени академика Н. Н. Андреева»
Автор 96 научных работ, из них 1 монография и 44 патента РФ на изобретения.
Основные научные результаты
1. Фундаментальные и прикладные результаты исследований в области активного подавления вибрационных помех, разработка приемных элементов на новых пьезоэластичных материалах, эффективных адаптивных алгоритмов обработки информации в сложных сигнально-помеховых условиях. Полученные результаты позволили создать уникальные геофизические комплексы и гидроакустические системы: комплекс для проведения морской сейсморазведки (2010—2013 годы), акустоэмиссионный комплекс для морских месторождений (2011—2014 годы), современный типоряд геофизических приборов для проведения инженерных подводных работ (2009—2015 годы), модуль покровной антенны для нового поколения ПЛ (2012—2015 годы), гидроакустические средства морской авиации (2013-н.в.).
2. Предложены пионерские методы анализа трансверсальной анизотропии пород на стадии бурения скважин на основе анализа поверхностных волн. Разработан прибор для диагностики целостности конструкции скважины (2011 год).
3. Получены выдающиеся результаты в исследовании распространения акустических колебаний по каналу: поверхность-скважина-пласт, предложен адаптивный алгоритм нахождения частотного диапазона «окон прозрачности» для прохождения акустической энергии (2002—2012 годы). Выпускается оборудование для повышения дебита и увеличения МРП нефтедобывающих скважин, устройство высокоскоростной передачи информации через буровую колонну по акустическому каналу.
Гладилин А. В.- член редколлегии журналов «Морские информационно-управляющие системы», «Вестник ЦКР РОСНЕДРА», член ДС 411.009.01, вице-президент Российского акустического общества, член межведомственной рабочей группы по созданию системы освещения обстановки в Арктике, член совета Главных конструкторов в области судового машиностроения и приборостроения, председатель Научно-координационного совета государственной программы Российской Федерации «Развитие судостроения и техники для освоения шельфовых месторождений на 2013—2030 годы». Он имеет опыт преподавательской работы, руководил кафедрой «Акустические приборы и системы» в ФГБОУ ВО МИРЭА.